# Stadserien
Stadserien är en serie romaner av Per Anders Fogelström. Serien beskriver Stockholms historia från 1860 till 1968. Den är kopplad till den senare utgivna Barnserien, som består av tre romaner som utspelar sig före Mina drömmars stad.

## Romanerna i serien
- Mina drömmars stad (1960, utspelar sig 1860–1880)
- Barn av sin stad (1962, utspelar sig 1880–1900)
- Minns du den stad (1964, utspelar sig 1900–1925)
- I en förvandlad stad (1966, utspelar sig 1925–1945)
- Stad i världen (1968, utspelar sig 1945–1968)

## Personer i Stadserien

### Nilsson
- Henning (född 1845, död 1879) är huvudperson i den första boken. Han är en ung man som flyttar in till Stockholm i mitten av 1800-talet. Serien följer honom och hans ättlingar. Har tillsammans med Lotten barnen August (se Bodin), Emelie, Gertrud (se Lindgren) och Olof.
- Lotten (född 1848, död 1889), Hennings fru. Arbetar som tvätterska.
  - Emelie  (född 1870, död 1958), Lottens och Hennings dotter. Huvudperson i de följande böckerna, hon är den enda som är med i alla böckerna i serien. Arbetar större delen av sitt liv med tvålpaketering hos fabrikör Melinder. Tar stort ansvar för de i hennes närhet som har det svårt. Fartyget M/S Emelie är uppkallat efter henne.
  - Olof (född 1879, död 1902), Lottens och Hennings son. Gifter sig med Jenny Fält och får med henne dottern Maj.
- Jenny Fält (född 1881, död 1964). Får med Olof dottern Maj. Gifter sig senare med Julius Törnberg som hon träffat genom teatern och får med honom dottern Elisabeth.
  - Maj (född 1900). Lever ogift med och har ett barn med Erik Karlsson-Karge, Henning Nilsson. Gifter sig senare med John Sjöberg (född 1891, död 1956).
    - Henning (den yngre, född 1923), son till Maj och Erik. Har fått sitt namn efter sin morfars far, Henning. Gifter sig med Barbro (född 1928), de har barnen Ann-Charlotte (född 1950) och Lars-Olov (född 1952).

  - Elisabet (född 1910), gifter sig med Lennart Eriksson (född 1909) och får med honom dottern Monika (född 1945).

### Lindgren
- Tummen (egentligen Ture, född 1845, död 1924), Hennings kompis.
- Matilda (född 1845, död 1910), Tummens fru.
  - Rudolf ”Rudde” (född 1868, död 1926), Tummens och Matildas son, gifter sig med Gertrud. Spårvagnschaufför.
  - Knut "Knutte" (född 1870, död 1946), Tummens och Matildas son. Bosätter sig i Göteborg med sin familj.
  - Mikael (född 1875, död 1948), Tummens och Matildas son. Han tillbringar många år till sjöss innan han slår sig ner i Sverige igen.
- Gertrud Nilsson (född 1871, död 1951), Lottens och Hennings dotter, gifter sig med Tummens son Rudolf. De emigrerar till Amerika.
  - Anna, Gertruds och Rudolfs äldsta dotter.
  - Greta (född 1892), Gertruds och Rudolfs näst äldsta dotter. Gift Greer.
    - Jean (född 1923), Gretas dotter, gift Wardner.
      - Gladys, Jeans dotter.

### Bodin
- Fredrik (f.1835, d.1898) och Annika (f.1846, d.1933), har inga biolgiska barn men tar August Nilsson (f.1868, d.1940) som adoptivson.
- August har tillsammans med Ida (f.1868, d.1946). barnen  Karl Henrik (f.1895), Charlotta (f.1897), Anna (f.1898) och Fredrik (f.1900, d.1918). Samtliga av barnen utom den tidigt döde Fredrik är gifta och har barn.
- Tillsammans med Bärta (se Karlsson) har August sonen Gunnar Karlsson.
  - Karl-Henrik har sonen Claes (f.1922)

### Karlsson (Karge)
- Johan (f. 1870, d. 1905) och Bärta (f.1868, d.1917) har barnen Tyra (f.1895, d.1935 - se Berg), Beda (f.1897), Erik (f. 1899) och Bengt (f. 1900). Bärta har även sonen Gunnar Karlsson (f. 1889) med August Bodin. 
  - Erik har tillsammans med Maj (se Nilsson) en son, Henning (se Nilsson) och tillsammans med Irene (f.1903) döttrarna Lena (f.1933) och Berit (f.1936)
    - Lena har tillsammans med Joseph Schönlank (f.1918)  barnen Peder (f.1959) och Greta (f.1961)
    - Berit har tillsammans med Lars-Erik Göransson (f.1930) sonen Johan (f.1966)

  - Bengt har tillsammans med Britta (f.1907) flera icke namngivna barn.
  - Gunnar har tillsammans med Hjördis (f.1892) barnen Mary (f.1922) och Torsten (f.1927)

### Berg
- David Berg, har ett förhållande med Tyra. Strejkbrytare ("guling"). Småkriminell.
  - Allan (född 1918), son till Tyra och David. Stor och grov. Sitter på anstalt som ung. Gifter sig med Dagny, får en dotter och en son.
  - Stig (född 1920, död 1944), son till Tyra och David. Sitter på anstalt som ung. Insjuknar i tuberkulos.
  - Per (född 1921), son till Tyra och David. Gifter sig med Lilian. Alkoholiserad, arbetslös och föraktfull och bitter. Hankar sig fram på pengar han tigger sig till.
  - Gun (född 1923) dotter till Tyra och David. Gifter sig med Olle.
- Dagny "Daggan", får dottern Stina och en son med Allan.